# Walter Stanley Monroe
Walter Stanley Monroe (* 14. Mai 1871 in Dublin; † 6. Oktober 1952 in St. John’s, Neufundland) war ein neufundländischer Unternehmer und Politiker. Von 1924 bis 1928 war er Ministerpräsident des Dominion Neufundland.
Monroe wurde in Dublin als Sohn von John und Elizabeth Monroe geboren. Nach dem Besuch der Harrow School studierte er in Oxford. Er erwarb einen Doctor of Civil Law der University of Edinburgh und einen Doctor of laws des Trinity College Dublin.
Er begab sich 1888 nach Neufundland, wo er in das Unternehmen seines Onkels Moses Monroe eintrat. 1908 gründete er mit Robert Bishop die Bishop and Monroe Company. 1909 endete die Partnerschaft und Monroe gründete seine eigene Firma die Monroe Export Company. Monroe war auch Präsident der Imperial Tobacco Company und Direktor weiterer Unternehmen wie der Newfoundland Light and Power Company und der Colonial Cordage Company.
Bei den Parlamentswahlen 1923 kandidierte er für die Liberal-Labour–Progressive Party im Wahlkreis Bonavista unterlag jedoch William Coaker. Im Mai 1924 berief ihn Ministerpräsident William Warren als Minister ohne Portfolio in sein kurzlebiges zweites Kabinett. Ohne parlamentarische Mehrheit, wurde Warren im Mai 1924 von Albert Hickman abgelöst. Bei den vorgezogenen Parlamentswahlen am 2. Juni 1924 siegte Monroes neu formierte Liberal-Conservative Party und gewann 25 der 36 Parlamentssitze. Monroe wurde Ministerpräsident und übernahm zusätzlich das Bildungsministerium. Die schlechte finanzielle Situation Neufundlands verschärfte sich durch die Abschaffung der Einkommensteuer und die Senkung des Steuersatzes für Banken. Zum Ausgleich wurden die Zölle auf Importe angehoben. Monroes Regierung wurde kritisiert damit einheimische Unternehmen zu begünstigen, an denen Kabinettsmitglieder beteiligt waren. Peter Cashin schloss sich 1925 der Opposition an. 1926 folgten weitere fünf Abgeordnete darunter die Minister Gordon Bradley und C.E. Russell. Durch den Übertritt des Oppositionspolitikers Robert Duff, der Minister ohne Portfolio wurde und die Unterstützung eines unabhängigen Abgeordneten gelang es jedoch die Mehrheit im Parlament zu sichern. Die hinter den Planungen zurückbleibenden Einnahmen sowie die steigenden Ausgaben für die Unterstützung der zunehmenden Anzahl von Arbeitslosen verschlechterte die finanzielle Lage weiter. Versuche, die Wirtschaft durch Investitionen in den Straßenbau und Steuererleichterungen für einzelne Unternehmen anzukurbeln, schlugen fehl.
Im Jahr 1925 wurde das Frauenwahlrecht eingeführt. Frauen durften nun ab 25 wählen, das Mindestalter für Männer lag bei 21. Die Anzahl der Abgeordneten wurde von 36 auf 40 erhöht und die Mehrpersonenwahlkreise mit bis zu drei Abgeordneten wurden abgeschafft. Lediglich drei Zweipersonenwahlkreise verblieben. Im gleichen Jahr wurde die 1915 eingeführte Prohibition wieder abgeschafft. Der seit 1902 andauernde Konflikt mit Québec über den Grenzverlauf in Labrador wurde 1927 durch den Privy Council zugunsten Neufundlands entschieden. Im August 1928, kurz vor Ende der Legislaturperiode, übergab Monroe das Amt des Ministerpräsidenten und die Führung der Partei an seinen Cousin Frederick Alderdice. Alderdice unterlag bei den Parlamentswahlen vom Oktober 1928, seine Conservative Party erreichte nur 12 von 40 Sitzen. Monroe verfehlte den Einzug ins Parlament und zog sich daraufhin aus der Politik zurück. 1933 wurde Monroe zum Mitglied des Legislative Council, des neufundländischen Oberhauses, ernannt. Dort blieb er bis zum Ende der Unabhängigkeit Neufundlands 1934.
Nach dem Ende seiner politischen Karriere widmete sich Monroe wieder der Leitung seiner Unternehmen.
Monroe heiratete 1899 Helen Isobel, Tochter von Frederick Smith. Sie hatten einen Sohn Arthur Harvey, der seinem Vater in der Leitung der Monroe Export Company folgte.